# Let It Be
Let It Be je dvanajsti in zadnji studijski album angleške rock skupine The Beatles, izdan leta 1970. Izdan je bil 8. maja 1970, skoraj mesec potem, ko se je skupina razšla. Večino skladb s tega albuma je bilo posnetih januarja 1969 pred izidom albuma Abbey Road. Zaradi tega nekateri kritiki obravnavajo album Abbey Road kot resnični zadnji album Beatlov.
Album vsebuje glasbo iz istoimenskega dokumentarnega filma.
Prvotno so album nameravali izdati v letu 1969 kot Get Back. Ker pa so bili Beatli nezadovoljni z delom Glyna Johnsa, ki je zmiksal prvotno verzijo albuma, so projekt začasno umaknili.
Let It Be je bil leta 2003 kot 86. uvrščen na seznam petstotih najboljših albumov vseh časov po reviji Rolling Stone. Leta 2012 pa je album padel na 392. mesto.
Leta 2003 je izšla alternativna verzija albuma Let It Be... Naked.

## Seznam skladb
Vse pesmi je napisal in uglasbil duet Lennon/McCartney, razen kjer je posebej označeno.
| Stran 1 | Stran 1                                                             | Stran 1 |
| Št.     | Naslov                                                              | Dolžina |
| ------- | ------------------------------------------------------------------- | ------- |
| 1.      | „Two of Us‟                                                         | 3:37    |
| 2.      | „Dig a Pony‟                                                        | 3:55    |
| 3.      | „Across the Universe‟                                               | 3:48    |
| 4.      | „I Me Mine‟ (George Harrison)                                       | 2:26    |
| 5.      | „Dig It‟ (Lennon–McCartney–Harrison–Richard Starkey)                | 0:50    |
| 6.      | „Let It Be‟                                                         | 4:03    |
| 7.      | „Maggie Mae‟ (trad. arr. Lennon–McCartney–Harrison–Richard Starkey) | 0:40    |

| Stran 2 | Stran 2                          | Stran 2 |
| Št.     | Naslov                           | Dolžina |
| ------- | -------------------------------- | ------- |
| 1.      | „I've Got a Feeling‟             | 3:38    |
| 2.      | „One After 909‟                  | 2:54    |
| 3.      | „The Long and Winding Road‟      | 3:38    |
| 4.      | „For You Blue‟ (George Harrison) | 2:32    |
| 5.      | „Get Back‟                       | 3:09    |

## Zasedba

### The Beatles
- John Lennon – vokal, kitara, bas kitara
- Paul McCartney – vokal, bas kitara, kitara, klavir, Hammond orgle, tolkala
- George Harrison – vokal, kitara, bas kitara, tambura
- Ringo Starr – bobni, tolkala

### Dodatni glasbeniki
- George Martin – tolkala pri »Dig It«
- Linda McCartney – spremljevalni vokal pri »Let It Be«
- Billy Preston – električni klavir pri »Dig a Pony«, »I've Got a Feeling«, »One After 909«, »The Long and Winding Road« in pri »Get Back«, Hammond orgle pri »Dig It« in pri »Let It Be«